# Усадьба Вулсторп
Усадьба Вулсторп (англ. Woolsthorpe Manor) — достопримечательность XVII века, расположенная в графстве Линкольншир, Великобритания. Знаменита как место рождения Исаака Ньютона. В то время это было поместье преуспевающего йомена, отца Исаака, которого также звали Исаак Ньютон.

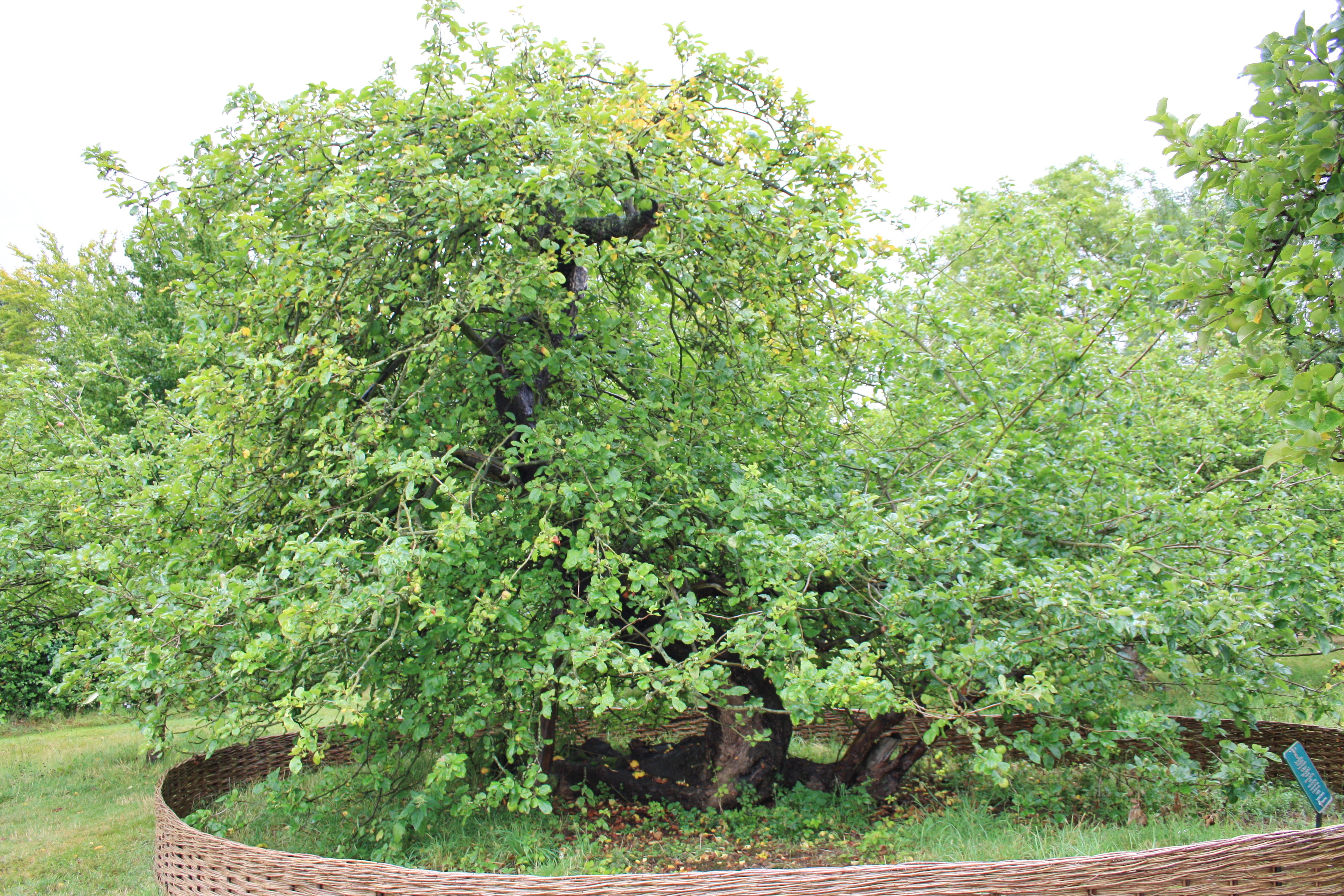
Дерево, с которого, как считается, упало известное яблоко

Ньютон покинул усадьбу в возрасте 12 лет, чтобы продолжить обучение в расположенной неподалеку школе, а позже поступил в Кембриджский университет и переехал в Кембридж. Он вернулся в поместье лишь в 1666 году, когда университет был вынужденно закрыт из-за свирепствовавшей чумы. Именно здесь Исаак Ньютон провел большую часть своих знаменитых экспериментов, включая опыты со светом и оптикой. Также считается, что наблюдая за падением яблок с яблони, до сих пор растущей в саду усадьбы, Ньютон открыл Всемирный закон тяготения.
В настоящее время поместье принадлежит Национальному фонду Великобритании и открыто для посещений круглый год. Оно было отреставрировано с целью максимально приблизить его вид к временам Исаака Ньютона, чтобы показать быт богатого йомена того времени.
На территории поместья открыты небольшие лаборатории, где посетители могут поучаствовать в проведении разнообразных физических опытов.